# Мировци
Мировци е село в Североизточна България. То се намира в община Нови пазар, област Шумен.

## География
Селото се намира на 17 километра от град Нови Пазар, в най-източната част на лудогорското плато на границата с Добруджа. Разположено е на два квадратни километра и притежаващо 22 хил.дка.обработваема земя. Местността е леко хълмиста с недълбоки оврази, в които текат следните малки дерета: *Долап дере*-което в долния си край се нарича *Сюлейман дере* и започва от горната чешма в местността *Елте*;*Мировското дере*- започва от двете чешми под училището; *Толум дере*-тръгва от Димовото кладенче- събира водите се от извора Габара, от каптажа Толум дере, от Синия кладенец и от Гюнгермес. Общото трите дерета (малки рекички) се събират при с. Есеница и образуват *Караман дере*, а в послествие при с. Медово се присъединяват водите на други дерета от изток и така образуват*Сухата река* която пресъхва край Карапелит. Най-високата триангулачна точка в Мировското землище е в местността *Бейалан*- 417 метра надморска височина.

## История
Селото е възникнало през времето на Османското владичество под името Мураданлар като селище на компактно турско етническо население. От 1912 година датира първото масово изселване на коренното мохамеданско население по посока Турция. На тяхно място са се заселили българи от Габровско и Севлиевския край. В селото живее и компактно ромско население.
Относно старото име на с. Мировци – „Мураданлар“ има различни мнения. Ето някои от тях:
1. Николай Русев -директор на училището в Мировци през 1923 пише:"Първи в селото е живял някой си Мурад, който имал правото да събира данъци и да ги праща на бея в Шумен. Това е било в началото на XVI век.
2. Свещеник Николай Стефанов Каралъмов, отбелязва в църковната летописна книга от 20 януари 1930 г.че: "Селото не е съществувало преди 250 години. Втози район е имало вековна гора, обитавана от разбойници-турци. Един от тях е Мурад, на чието име е назована гората- Мурадова гора. Той и групата му основават село Мураданлар.
3. Най-подробни сведения и с най-моного цитирани източници са дадени от Д.Борисов в книгата му „Село Мировци“ – „Днешното село Мировци е на мястото на съществувалото селище -Нурабдал, за което има писмени доказателства още от 12 септември 1573 г. Мураданлар е преименувано на с. Мировци през 1934 година“.[2]

## Население
Численост на населението според преброяванията през годините:
| \| Година на преброяване \| Численост \| \| --------------------- \| --------- \| \| 1934 \| 1693 \| \| 1946 \| 1587 \| \| 1956 \| 1165 \| \| 1965 \| 1229 \| \| 1975 \| 841 \| \| 1985 \| 654 \| \| 1992 \| 629 \| \| 2001 \| 514 \| \| 2011 \| 375 \| \| 2021 \| 341 \| |           |
| Година на преброяване | Численост |
| 1934 | 1693      |
| 1946 | 1587      |
| 1956 | 1165      |
| 1965 | 1229      |
| 1975 | 841       |
| 1985 | 654       |
| 1992 | 629       |
| 2001 | 514       |
| 2011 | 375       |
| 2021 | 341       |

### Етнически състав

#### Преброяване на населението през 2011 г.
Численост и дял на етническите групи според преброяването на населението през 2011 г.:
|                     | Численост | Дял (в %) |
| Общо                | 375       | 100.00    |
| Българи             | 196       | 52.26     |
| Турци               | 13        | 3.46      |
| Цигани              | 143       | 38.13     |
| Други               | –         | –         |
| Не се самоопределят | 23        | 6.13      |
| Неотговорили        | –         | –         |

## Културни и природни забележителности
- паметник на Стоян Мураданларски-деец на комунистическата партия преди 1944. Убит във Варненския затвор на 31 март 1944 г.
- паметник на загиналите от с. Мировци във войните. Построен 1995 г.по инициатива на Христо Петков-Габровеца
- читалище – построено 1936
- училище с име Васил Левски-построено 1902 – 1903
- два хранителни магазина
- сграда на ТКЗС – основано 1945. След1993 с неговите активи е създадена ППЗК*Зора*-закрита 2005 г.и продадена от Н.Найденов на Иса Феим от с. Каравелово.
- детска градина
- Църквата "Св. Димитър е частичен ремонт на храма, но все още е негоден за служение. Свещеник на селото е прот. Андрей Стефанов от гр. Нови пазар.
- Мелница-построена 1906 – 1908
- Фелдшерска амбулатория-построена 1911 – 1912
- Ветеринарна амбулатория-построена 1920

## Редовни събития
- Селото има събор на 8 ноември.

## Галерия
- Читалище „Развитие – 1908“
- Сградите на бившите Поща и ТКЗС
- Бивша поща
- Бивш ресторант

## Личности
- Гено Гутев – кмет на Варна от 1945 до 1951 г., преподавател в Икономически университет – Варна през 1980-те, (живял в селото в детските си години)[6]
- Евстати Бурнаски – български поет. През 1947 г. работи като участъков ветеринарен лекар в селото.[7]